# Hugo Riehmann
Hugo Riehmann (* 10. November 1873 in Sülzenbrücken; † 20. November 1938 ebenda) war ein deutscher Landwirt und Politiker (Thüringer Landbund).

## Leben
Riehmann war evangelisch-lutherischer Konfession. Er machte eine Lehre als Schmied und lebte als Schmiedemeister und Landwirt in Sülzenbrücken. 
Nach der Novemberrevolution schloss er sich dem Thüringer Landbund an. Bei den vorgezogenen Neuwahlen zu Landesversammlung des Freistaates Gotha am 30. Mai 1919 wurde er in die Landesversammlung gewählt. Er gehörte dieser auch nach der Umwandelung in eine Gebietsvertretung bis 1923 an. Er wurde für seine Partei und den Wahlkreis Sachsen-Gotha in den Thüringer Landtag gewählt, dem er bis 1923 angehörte. Von 1909 bis 1921 war er Schultheiß (Bürgermeister) und  Gemeindevorstand von Sülzenbrücken.